# Asmoneos

Los seléucidas, en amarillo, dominaron Israel después de Egipto (en azul).

Fases de expansión del reino de los asmoneos.

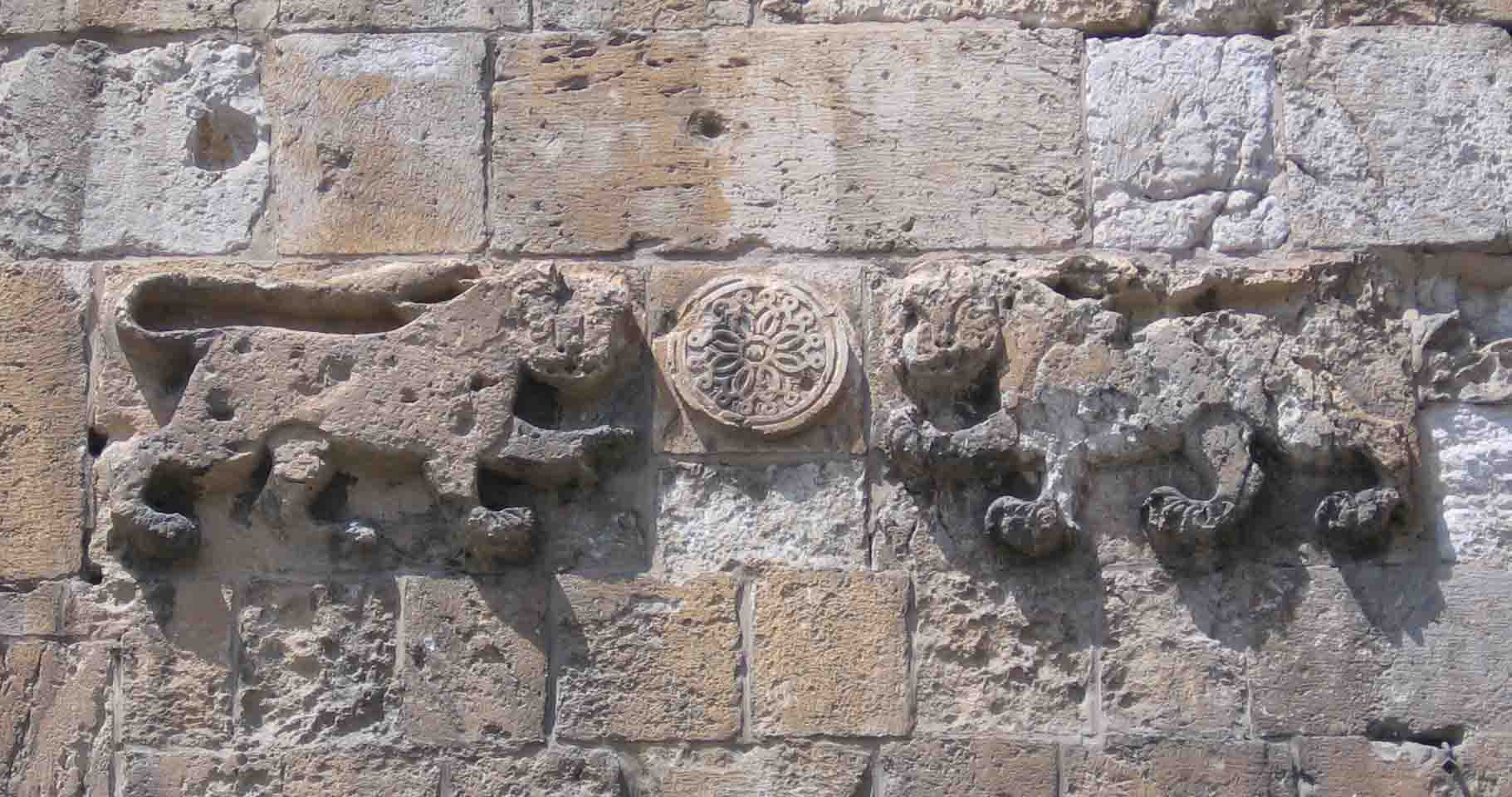
Los leones de Judá, símbolo de la Ciudad Santa de Jerusalén, escenario de milenarias luchas y centro político de la dinastía de gobernante de los asmoneos.

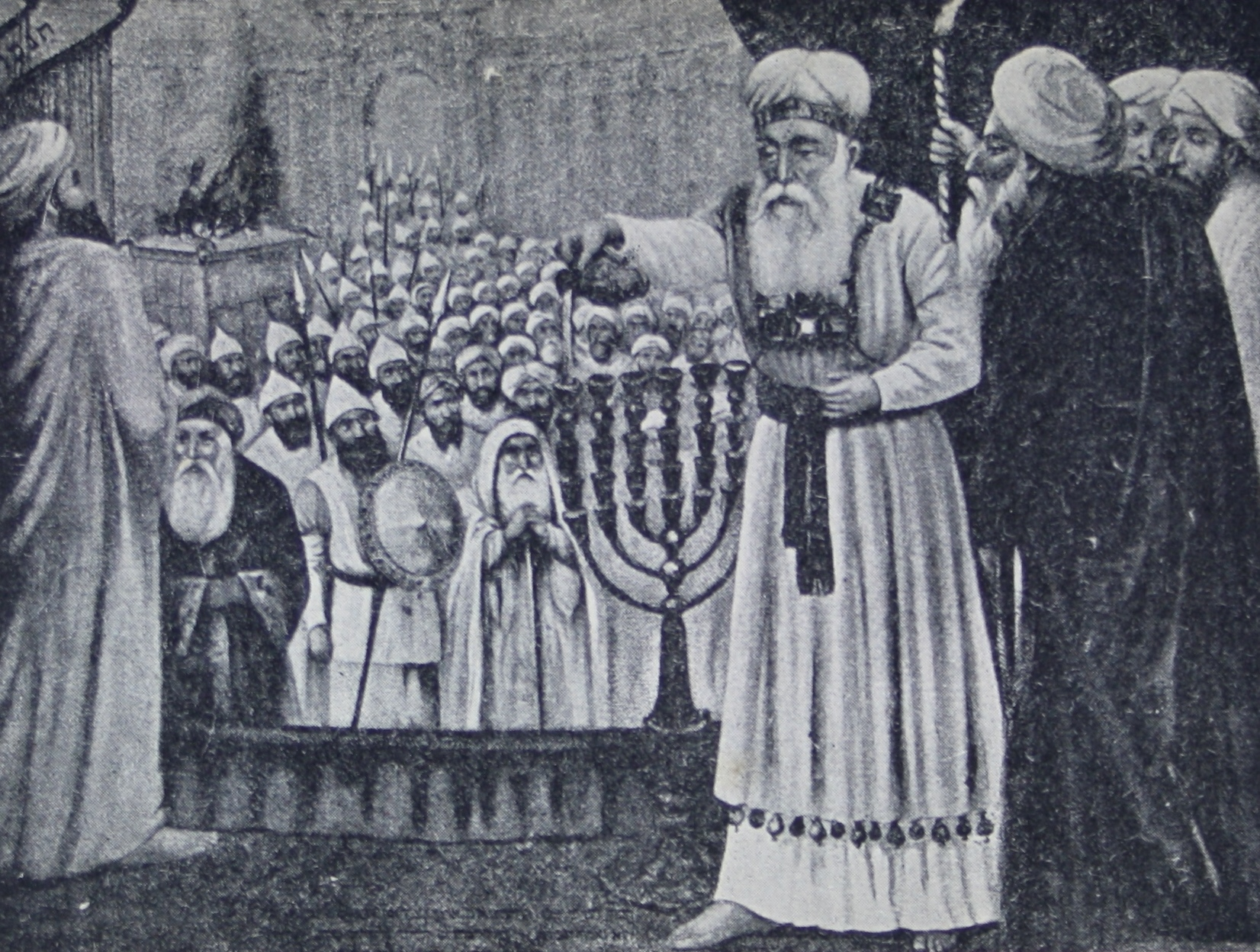
Fiesta de los macabeos: Janucá. El sumo sacerdote de Israel vierte aceite en la menorá. Tarjeta de salutación para Rosh Hashaná.

Los asmoneos o hasmoneos (en hebreo חשמונאים, Ḥašmōnaʔim) fueron los sucesores directos de los macabeos,quienes lograron establecer el relevante Reino Asmoneo en lo que hoy son partes de Israel, Palestina y el oeste de Jordania. 
La palabra asmoneo viene del griego Ἀσαμωναῖος o Asamonaios, que se traduce como descendiente de Asmón,antepasado de los macabeos y sacerdote del grupo de Joarib.
Los relatos del historiador clásico Flavio Josefo dan razón de la existencia de esta dinastía y se enlazan entre la decadencia del Imperio seléucida, de corte helenístico, y el surgimiento del Imperio romano. Su apogeo duró el doble que el de sus inmediatos ancestros, a saber, desde el 134 a. C. hasta el advenimiento del Imperio romano en la entonces Judea en el 37 a. C.

## Orígenes

Árbol genealógico de la dinastía asmonea

La historia de la dinastía asmonea continúa la de la dinastía macabea, cuya principal fuente histórica son los dos libros bíblicos reconocidos por los cánones católicos, pero no por aquellos rabínicos. La razón por la cual los dos libros no fueron incluidos en el canon de la Tanaj es que estaban escritos en griego, pero ello no significa que no sean valorados como documentos históricos. Sin embargo, los libros bíblicos se detienen en los macabeos e ignoran a sus sucesores, menos preocupados por las cosas del cielo y más celosos de los asuntos terrenales.
Aunque los Asmoneos eran descendientes directos de los macabeos («Juan Hircano I era hijo de Simón, el último de los Macabeos»), lo cierto es que tuvieron grandes diferencias en sus acciones, los ideales que los movían y sus aspiraciones políticas. 
En primer lugar los ideales religiosos y su celo por la defensa del templo de Jerusalén, del monoteísmo y de la independencia del reino de Judea, que eran características de los macabeos, perdieron toda su fuerza con los asmoneos, más ambiciosos y preocupados por extender su poderío militar, y marcados por las intrigas, traiciones y luchas fratricidas. 
Una de las características principales de su gobierno fue la expansión lograda gracias al debilitamiento de los seléucidas, especialmente aquellos radicados en Siria. Y forzaron la circuncisión de los pueblos conquistados, como los idumeos.
Para entonces, la República romana se consolidaba lejos y no representaba una amenaza real, lo que permitió que los Asmoneos ampliaran las fronteras de Israel: se establecieron en Samaria, Galilea, Idumea, el Golán, el litoral del Mediterráneo y la Transjordania. Dichas conquistas representaron para el reino tiempo próspero y el alejamiento del peligro de perder la independencia y ver amenazada la identidad cultural con el advenimiento del helenismo que tanto preocupaba a los celosos del Templo. Con la excepción de la reina Salomé Alejandra, los Asmoneos se pusieron de parte de la secta sacerdotal de los saduceos y en contra de los fariseos. La primera era más de corte aristocrático, mientras que los fariseos estaban más con el pueblo.

## Historia

El reino en el 143 a. C. (en oscuro) y las conquistas de Simón Macabeo (en claro).

El último de los hermanos Macabeos, Simón, reinó en paz, mientras el Senado romano reconoció su dinastía en 139 a. C. Pero la situación cambiaría pocos años después en 135 a. C. cuando fue asesinado en compañía de sus hijos Matatías y Judas por instigación de su cuñado Ptolomeo hijo de Abubus. 

Mapa de Judea en tiempos de Juan Hircano. En oscuro, los territorios en el 134 a. C. En claro, las conquistas de Hircano.

Esto le abrió el camino a su tercer hijo, Juan Hircano que entre el 134 a. C. y el 104 a. C. abriría el linaje de los Asmoneos. Se aseguró el poder después de la matanza de Dok en contra de las oposiciones de Antioco VII Sidete de Siria quien pedía para sí las ciudades de Jope, Ghezer y sitió Jerusalén. Ambos hicieron un pacto en el cual Jope y Ghezer serían de los judíos, pero le pagarían impuesto a Siria y Juan Hircano ayudaría a Antioco contra los partos. 
Antioco moriría en una batalla contra los partos en 129 a. C., lo que significó un golpe de suerte para el nuevo líder. Se puso en marcha y conquistó posiciones estratégicas como Madaba, Siquem, Edom, Bet Shean y Samaria. Si en principio era amigo de la secta de los Fariseos, bien pronto estos le quitarían su favor al ver lo que sería la nueva dinastía reinante con actos políticos que contradijeron aquellos religiosos como declararse a sí mismo Sumo Sacerdote sin ser descendiente de Sadoq. Como testimonio de este periodo queda en la actualidad la Fortaleza Hircana en el Desierto de Judea. Antes de su muerte, Juan decidió que su mujer le sucedería en el trono y su hijo mayor (tenía cinco hijos varones) Aristóbulo I fuera el Sumo Sacerdote, pero no el rey. 

### Aristóbulo I

Mapa de Judea en tiempos de Aristóbulo I.

Sin embargo, muerto el padre, Aristóbulo puso en prisión a su madre y tres de sus hermanos, entre los que estaba Alejandro Janeo. Aristóbulo fue el primero en reclamar el Sumo Sacerdocio y el título de Rey. Su gobierno solo duró un año. Los saduceos y los esenios no se preocuparon de esto, sin embargo los fariseos estaban disconformes porque para ellos el rey debía ser descendiente del rey David y no de la tribu de Leví. Los fariseos iniciaron una rebelión, sin embargo Aristóbulo I murió antes de que fuese depuesto víctima de una dolorosa enfermedad en 103 a. C.

### Alejandro Janeo y Salomé Alejandra
Puestos en libertad los prisioneros, la sucesión le correspondió a Alejandro Janeo que gobernó hasta el 76 a. C. y murió durante el sitio de la Fortaleza de Ragaba. 
A Alejandro Janeo le sucedió su mujer, Salomé Alejandra, que reinó hasta el 67 a. C. y que pasó a ser la única monarca mujer en la historia de Israel (sin contar a Atalía, que usurpó el trono del Reino de Judá y gobernó 6 años hasta que fue derrocada y ejecutada). Bajo su mando, se vivió un tiempo de paz y gracias a ella la secta de los fariseos, enemigos de los anteriores reyes, pudieron consolidarse y adquirir importancia. Los fariseos tenían la simpatía del pueblo, por lo que la Reina adquirió el aprecio de todos y le dio la fisonomía al judaísmo de las generaciones futuras. Tenía dos hijos, Hircano II, el mayor, de carácter tranquilo y Aristóbulo II el menor, heredero del carácter propio de los Asmoneos. La Reina, que había regido con tranquilidad y justicia por largos años, era la madre de quienes llevarían al desastre definitivo la independencia de Israel. Hircano II tenía el título de Sumo Sacerdote durante el reinado de su madre y, muerta Alejandra, correspondía a él por derecho el título de Rey de Israel. 

### Aristóbulo II da un golpe de Estado

Reino asmoneo durante el reinado de Aristóbulo II

Durante el reinado de Salomé Alexandra, Aristóbulo II se enfrentó a su madre por entregar a los consejeros de su padre al juicio de los fariseos, que ostentaban cada vez más poder. Contaba para ello con el apoyo de «los más poderosos» nobles judíos. Este enfrentamiento culminó con un golpe de Estado en el 67 a. C., aprovechando que Salomé se hallaba gravemente enferma. Aristóbulo reclutó un ejército en el Líbano, se ganó el favor de la mayor parte del país, y se proclamó rey. Durante la rebelión, su mujer e hijo fueron secuestrados por los fariseos, que los mantuvieron como rehenes. Salomé murió un mes más tarde, dejando el reino a su hijo Hircano II, lo que dio comienzo a una guerra civil.
Aristobulo II venció a su hermano Hircano II en Jericó. Allí acuerdan que Aristóbulo II quedaba con el título de rey y sacerdote, mientras Hircano II se retiraría a una vida tranquila con una renta vitalicia. 

### Hircano II recupera el poder

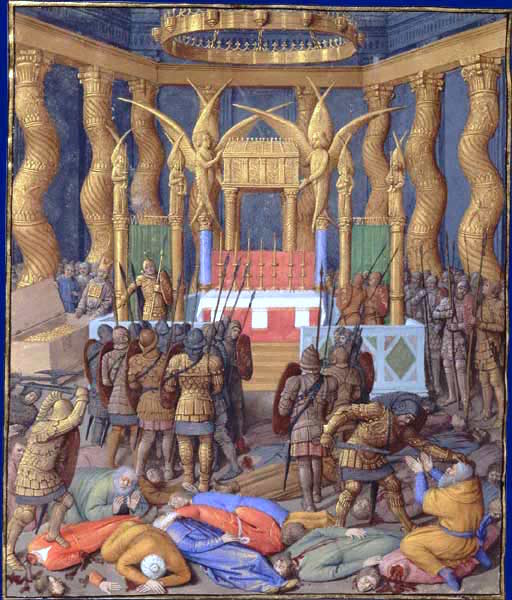
Pompeyo profana el Templo de Jerusalén: «No vi ninguna imagen de dios, sino un espacio vacío y misterioso», dice después de entrar al Sancta Santorum en donde sólo los levitas tenían permitido ingresar.

Antípatro el Idumeo, que había sido gobernador de Edom durante el reinado de Alejandro Janeo  no estaba de acuerdo con que Aristóbulo II tomase el poder. Antípatro de Idumea persuadió a Hircano II para pelear contra su hermano por sus derechos, e incluso le convenció de que su hermano menor quería matarle. Por eso intervino para que Hircano II buscara la protección del rey árabe Aretas III de Petra. El acuerdo era que las ciudades de Transjordania serían de Aretas si ayudaba a Hircano II a recuperar el poder. Por esto, el rey Aretas III emprendió el asedio de Jerusalén contra Aristóbulo II. Hircano II también solicitó ayuda al general romano Pompeyo. 
En el año 63 a. C., después de tres meses de duro asedio, el general romano Pompeyo toma Jerusalén con un ejército conformado por romanos y judíos. Aristóbulo II  huyó en un primer momento a la Fortaleza del Alexandrión pero fue capturado y encarcelado. Mientras que sus seguidores, los saduceos, se refugiaron en el templo. Como consecuencia de estas acciones murieron aproximadamente 12.000 judíos.
Pompeyo entró hasta el Sanctasanctórum. para comprobar si los judíos carecían de estatuas o imágenes físicas de su Dios en el lugar más sagrado de veneración. Queda un hecho recordado con amargura por el historiador judío Flavio Josefo: «Nada aflige tanto al pueblo en aquella desventura como el Santuario hasta ahora invencible, desvelado por extranjeros». El romano, espiando en la oscuridad, no encontró nada: «Nulla intus deum effigie vacuam sedem et inania arcana» («No vi ninguna imagen de dios, sino un espacio vacío y misterioso»).
Aristóbulo II fue envenenado en Roma, y su hijo Alejandro, decapitado por orden de Pompeyo en Antioquía. 
Julio César, en el 47 a. C., nombró a Hircano II como etnarca de Judea, mientras que mantuvo a Antípatro como ministro principal. Antípatro fue envenenado en el año 43 a. C. Sin embargo, en el año 41 a. C., Marco Antonio designó a Fasael y Herodes, los hijos de Antípatro, como etnarcas, con lo cual liquidó toda función de Hircano II, que no fuera la de Sumo Sacerdote.

### Antígono Matatías
En el 40 a. C., los partos ocuparon Judea e instauraron a Antígono Matatías, segundo hijo de Aristobulo II como rey y sumo sacerdote. El etnarca Fasael fue muerto y el Sumo Sacerdote Hircano II sufrió la amputación de las orejas y fue desterrado a Seleucia del Tigris, en Mesopotamia, mientras que Herodes huyó. 

### Fin de los asmoneos: Herodes

Extensión del reino de Herodes.

En el 37 a. C., el gobernador romano de Siria, Cayo Sosio logró derrotar a los Partos y en junio de ese año tomó Jerusalén, restableció en el poder a Herodes, declarándolo rey efectivo. Herodes logró que Marco Antonio ordenara la decapitación de Antígono Matatías en el año 37 a. C.
Herodes nombró a Hircano II como su consejero principal, tras haber contraído matrimonio con Mariamna I, nieta a la vez de Aristóbulo II y de Hircano II. Años después, Herodes vio un peligro en la posición de Hircano y lo acusó, en 30 a. C., de conspirar contra él junto con el rey nabateo Malik II y los condenó a muerte.

## Etnarcas y reyes asmoneos de Judea
Etnarcas:
- Simón Macabeo (142 a. C. - 135 a. C.); hijo de Matatías.
- Juan Hircano (135 a. C. - 105 a. C.); hijo de Simón Macabeo.

Reyes:
- Aristóbulo I (104 a. C. - 103 a. C.); primogénito de Juan Hircano. Aristóbulo fue el primero de la familia de los asmoneos en coronarse con una diadema, transformando el gobierno en un reino.
- Alejandro Janneo (103 a. C. - 76 a. C.); hijo menor de Juan Hircano.
- Salomé Alejandra (76 a. C. - 67 a. C.); esposa de Aristóbulo I y, luego, de Alejandro Janneo. Durante su reinado ejerció de Sumo Sacerdote su hijo Hircano II.
- Aristóbulo II (67 a. C. - 63 a. C.); hijo menor de Alejandro Janneo y Salomé Alejandra.

Etnarca:
- Hircano II (63 a. C. - 40 a. C.); hijo mayor de Alejandro Janneo y Salomé Alejandra. Pompeyo, restableció a Hircano II[17] como sumo sacerdote, pero no como rey. Judea pasó a ser en realidad un protectorado de Roma.

Rey:
- Antígono Matatías (40 a. C. - 37 a. C.); hijo de Aristóbulo II.

A la vez que reyes, todos los anteriores ejercían como Sumo Sacerdote.

## Los partidos
De este tiempo viene la génesis de los partidos políticos y religiosos que dominarían la historia de Israel entre el tiempo de los Asmoneos y el establecimiento de Israel como colonia romana. Flavio Josefo presenta una cuidadosa descripción de los mismos. Entre los más notables se encuentran:

### Saduceos
Los saduceos (צדוקים - Tsdoqim 'hijos del Sumo Sacerdote Tzadoq'), si se hiciera un señalamiento moderno, eran el partido liberal del tiempo, en favor del helenismo y abiertos a las innovaciones occidentales, por lo que eran aristocráticos y dominaban el sacerdocio y el Templo. Estuvieron siempre a favor de la dinastía Asmonea y resistieron valientemente el asedio de Pompeyo el Grande. Son ampliamente mencionados en el Nuevo Testamento y solo se extinguieron con la destrucción definitiva del Templo por parte de los romanos en el año 70.
Parece ser que había dos tipos de Saduceos: los sacerdotes descendientes de Sadoq, de tiempos del Rey David, y un partido religioso, discípulos de Sadoq que fue alumno de Antígonos de Sojo. Eso crea grandes dificultades en el momento de discernir entre ellos.

### Fariseos
Los fariseos (פרושים - prushim) eran en cambio en términos modernos, el partido conservador, celosos defensores de la religión y las tradiciones ancestrales, observantes estrictos de la Ley de Moisés (Torá), hostiles a cualquier elemento helenista que consideraban pagano hasta el punto que tener una relación con lo que no era judío era visto por ellos como un acto de idolatría. Los fariseos eran por naturaleza patriotas y si en principio apoyaron las aspiraciones de Juan Hircano I, pronto se opusieron a sus políticas para nada religiosas. Sólo con la Reina Alexandra Salomé tuvieron una gran prosperidad, lo que les permitió trabajar en el moldeamiento de la religión, lo que subsistiría por generaciones futuras. También son mencionados ampliamente en el Nuevo Testamento y contrariamente a lo que se piensa, algunos de ellos se hicieron cristianos, entre ellos el más célebre fue Pablo de Tarso. Pero la mayoría de ellos, después de la destrucción del Templo y con el traslado del centro religioso a la ciudad costera de Yavne (Jabne), ayudaron a sentar las raíces del Rabinismo.

### Esenios
Los grandes silenciosos de la historia, los esenios, también surgen en este periodo de la dinastía asmonea y fueron incluso más radicales que los fariseos. Después de que los asmoneos dejan como establecido su derecho al título de Sumo Sacerdote y Rey de Israel, ambos reglamentados en las Escrituras y los Profetas como prerrogativa absoluta de un descendiente del Sumo Sacerdote Sadoq y del rey David, un grupo de judíos estrictamente observantes abandonan Jerusalén y se establecen en las cuevas del Valle del mar Muerto en donde se dedican a una vida ascética a la espera del Mesías. Existe la hipótesis de que el profeta Juan el Bautista había pertenecido a esta misteriosa secta e incluso algunos proponen que el mismo Jesús por las semejanzas entre estos y muchas de las descripciones de estos personajes neotestamentarios. Gracias a ellos, se conservaron papiros bíblicos en lo que se conoce como Rollos del Mar Muerto. También ellos desaparecieron con la destrucción que los romanos hicieron en Israel en el 70 y su nombre fue olvidado por siglos hasta el descubrimiento de las grutas de Qumrán en 1947.